# Louis D. Lighton
Louis D. Lighton (Omaha, 25 de novembre de 1895 - Palma, 1 de febrer de 1963) va ser un guionista i productor de cinema estatunidenc. Va escriure per a 40 pel·lícules entre 1920 i 1927. També va produir 30 pel·lícules entre 1928 i 1951. Estava casat amb la seva també guionista Hope Loring.

## Filmografia parcial
- The Champion Liar (1920)
- The Big Catch (1920)
- Flesh and Blood (1922)
- Paid Back (1922)
- The Woman of Bronze (1923)
- An Old Sweetheart of Mine (1923)
- Don't Marry for Money (1923)
- East Side - West Side (1923)
- Cornered (1924)
- K – The Unknown (1924)
- The Lullaby (1924)
- Little Annie Rooney (1925)
- Wandering Footsteps (1925)
- Ranger of the Big Pines (1925)
- The Crown of Lies (1926)
- The Blind Goddess (1926)
- Fig Leaves (1926)
- It (1927)
- Children of Divorce (1927)
- Wings (1927)
- El virginià (The Virginian) (1929)
- Tom Sawyer (1930)
- Alice in Wonderland (1933, sense acreditar)
- The Lives of a Bengal Lancer (1935)
- Annapolis Farewell (1935)
- Captains Courageous (1937)
- Test Pilot (1938)
- A Tree Grows in Brooklyn (1945)
- The Black Rose (1950)
- No Highway in the Sky (1951)